# Sommerheu
Sommerheu war eine Einöde und ein Ortsteil der Gemeinde Englmar im niederbayerischen Bezirksamt Bogen.
Der Ort lag von Wald umgeben am Westhang des Hirschensteins auf einer Höhe von 880 m, etwa einen Kilometer vom Gipfel entfernt.

## Geschichte
Ein Nachweis des Flurnamens besteht für das Jahr 1797 mittels einer Streitsache zwischen dem Müller von Rettenbach, Wolfgang Sandel, und dem Forstmeisteramt.
In  der Uraufnahme aus der Zeit zwischen 1808 und 1864 ist ein Gebäude in Sommerheu dargestellt, ebenso wie in der Kartendarstellung aus der Zeit um 1829.
In den Volkszählungsdaten für das Jahr 1871 wird Sommerheu als Einöde mit fünf Einwohnern, zwei Gebäuden, einem Pferd und 14 Rindviechern aufgeführt, zugehörig zur sieben Kilometer entfernten kath. Pfarrei und Schule Englmar und der Post im 24 Kilometer entfernten Bogen. Auch 1875 werden fünf Einwohner gezählt. Weitere Volkszählungsdaten belegen den Bestand von Sommerheu als Wohnplatz bis mindestens 1885, als acht Einwohner und ein Wohngebäude aufgeführt wurden. Seit der darauf folgenden Volkszählung von 1900 wird der Ortsteil nicht mehr erwähnt.